# Jeetze
Jeetze är en ortsteil i staden Kalbe (Milde) i Altmarkkreis Salzwedel i förbundslandet Sachsen-Anhalt i Tyskland. Jeetze var en kommun fram till den 1 januari 2010 när den uppgick i Kalbe (Milde). Jeetze hade 373 invånare 2009.